# آلبرتو لچی
آلبرتو لِـچی (اسپانیایی: Alberto Lecchi‎؛ زادهٔ ۱۹۵۴) کارگردان فیلم، تهیه‌کننده فیلم، بازیگر، و فیلم‌نامه‌نویس اهل آرژانتین است.
از فیلم‌هایی که وی در آن‌ها نقش داشته است، می‌توان به شکست برای شکست اشاره نمود.